# Neisseria gonorrhoeae
Neisseria gonorrhoeae е Грам-отрицателна аеробна бактерия, причиняваща болестта гонорея. Открита е през 1879 г. от немския учен Алберт Найсер. Бактериите от този вид са със сферична форма и се срещат винаги в групи по две, затова спадат към диплококите.

## Характеристика
Neisseria gonorrhoeae е аеробна, оцелява при фагоцитоза и при атака от неутрофилните гранулоцити. Разпространява се при вагинален, анален и орален секс, както и при раждане. Ако майката е преносител на бактерията, за да се предпази новороденото дете от заразяване, тя трябва да приема антибиотици преди раждането и веднага след него на очите на новороденото дете трябва да се приложи антибиотичен гел. При заразяване с Neisseria gonorrhoeae човекът не развива имунитет. Бактерията може повторно да атакува организма, като изменя белтъчините в обвивката си и по този начин заобикаля защитата на имунната система.
Бактерията обикновено се насочва към гениталиите, гърлото и очите. Възможно е заразеният да не проявява симптоми. Нелекувана, инфекцията може да се разпространи и да засегне други части на тялото, например ставите. Диагностицира се посредством изследване на урина или вземане на проба от уретрата или маточната шийка.
Тъй като бактерията се предава по полов път, при поставяне на диагноза е силно препоръчително да се прави изследване и за други полово предавани болести, тъй като вероятността за наличие на друго заболяване е твърде голяма.

## Заразяване
При попадане в чуждия организъм бактериите се прикрепят с помощта на пили към епителните клетки на лигавицата. След това бързо се размножават и започват да образуват колонии. През това време те имат възможността да навлязат в кръвоносната система. Стимулират отделянето на цитокини – малки клетъчни белтъчни молекули, които служат за междуклетъчна комуникация. В резултат на това се насъбират фагоцитите макрофаги и неутрофилни гранулоцити – това са клетки, които ядат клетки. Използват се от имунната система за унищожаване на патогени. Бактерията Neisseria gonorrhoeae обаче е еволюирала така, че да не бъде откривана от имунната система.

## Симптоми при заразяване
Много често заразеният няма симптоми, което значително усложнява диагностицирането. При хората, които имат симптоми, най-често срещаните са:
- парене при уриниране
- затруднено уриниране
- чести пориви за уриниране
- изтичане на секрет от половите органи с лоша миризма
- проблеми с менструацията

Ако заболяването се пренебрегне, последиците може да бъдат сериозни – възпаление на тестисите и простатата, извънматочна бременност, безплодие и рак.